# 1547 w literaturze
Wydarzenia literackie w 1547 roku.

## Nowe poezje
- zagraniczne
  - Tullia d’Aragona, Rime
  - Gian Giorgio Trissino L'Italia liberata dai Goti

## Urodzili się
- Miguel de Cervantes, hiszpański prozaik i poeta

## Zmarli
- Pietro Bembo, włoski kardynał i poeta
- Vittoria Colonna, włoska poetka
- Henry Howard (3. hrabia Surrey), angielski poeta i tłumacz